# Butyrki
Butyrki (ros. Бутырская тюрьма) – więzienie przejściowe i śledcze w Moskwie, służące także do przetrzymywania więźniów politycznych. Drugie obok Łubianki, znane moskiewskie miejsce kaźni w okresie stalinowskim.
Powstało jeszcze w XVII wieku jako jedno z najcięższych więzień państwa rosyjskiego. Po upadku powstania styczniowego Rosjanie więzili tu tysiące polskich powstańców. Na przełomie wieku XIX i XX przewijało się przez nie rocznie 25–35 tys. ludzi.
W ZSRR było to jedno z najcięższych więzień śledczych. Przetrzymywano w nim m.in. ofiary „procesu szesnastu”. 24 grudnia 1946 został tam prawdopodobnie zamordowany gen. Leopold Okulicki „Niedźwiadek”, ostatni komendant główny AK. Przebywał tam również i prawdopodobnie 22 października 1946 został zamordowany Stanisław Jasiukowicz „Opolski”, członek władz Polskiego Państwa Podziemnego.

## Więźniowie
Martyrologia Polaków osadzanych, więzionych i mordowanych w więzieniu na Butyrkach została, po 1990 r., upamiętnione na Grobie Nieznanego Żołnierza w Warszawie napisem na jednej z tablic, „ŁUBIANKA – BUTYRKI 1939 – 1945”.